# Cayos de San Felipe

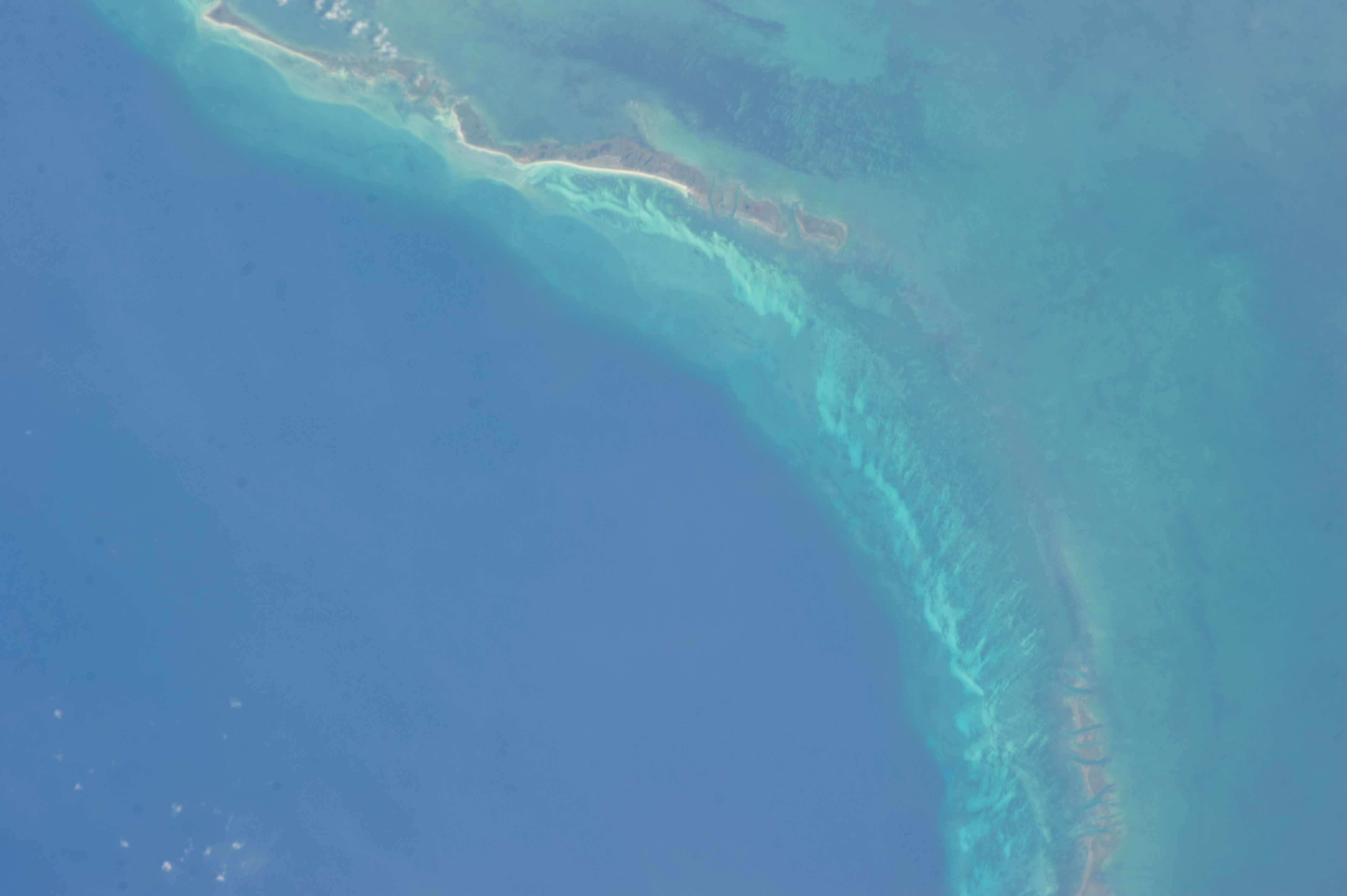
Vista aérea de los Cayos de San Felipe

El Parque Nacional Los Cayos de San Felipe está ubicado en el sur de la provincia de Pinar del Río, Cuba, y abarca una cadena de pequeños cayos.Los cayos son conocidos por sus playas bonitas, aguas transparentes y abundancia de vida marina, lo que hace que el parque sea un lugar popular para practicar snorkel, buceo y otras actividades acuáticas. El parque incluye bosques de manglares y ecosistemas costeros, proporcionando un lugar para vivir a muchas aves y a otros animales salvajes.

## Ubicación
Los Cayos de San Felipe son un parque nacional cubano ubicado en la provincia de Pinar del Río, Cuba. El parque se encuentra principalmente en el Océano Atlántico y se localiza en estas coordenadas: latitud 21.94730559 y longitud -83.49039144.

## Acceso
Sólo es posible acceder al parque nacional Cayos de San Felipe en barco desde los siguientes puertos:
- Puerto La Coloma: este puerto está a 18 millas del centro de estudios biológicos en el parque.
- Puerto Batabanó: Ubicado al sur de La Habana, en la provincia de Mayabeque, este puerto ofrece acceso directo al parque en barco.
- Puerto de Nueva Gerona: Situado en esta Isla de la Juventud, el muelle tiene servicio de barco al parque.
- Hotel Colony International Diving Center: Este resort se encuentra muy cerca de los Cayos y cuenta con alojamiento completo y servicios de buceo.
- Centro Internacional de Buceo María La Gorda: Este resort también ofrece servicios de buceo en las islas.

## Establecimiento como parque nacional
Cayos de San Felipe es un parque relativamente nuevo, pues se estableció en 2002. El propósito de designar esta área como parque nacional fue proteger la zona y garantizar que las diversas plantas y animales continuaran prosperando.

## Geografía y clima
Los Cayos de San Felipe son un parque nacional formado por cayos y océano. El parque ocupa un total de 26.250 hectáreas, de las cuales 24.209 son marítimas y las 2.041 restantes terrestres. El clima del parque está clasificado como "sabana tropical", con temperaturas cálidas constantes durante todo el año. La temperatura promedio es de 29 C con una precipitación anual promedio de 508 milímetros. Hay un promedio de 158 días sin lluvia al año. La zona se caracteriza por manglares poco profundos y lagunas. El fondo marino está compuesto principalmente por arena blanca cubierta de algas.

## Tipos de ecosistemas
El parque no tiene mucha superficie en tierra, por lo que los ecosistemas presentes son en su mayoría semiacuáticos o totalmente acuáticos. El ecosistema más abundante es el manglar, seguido de los seibadales y los arrecifes. Estos tres ecosistemas son apreciados por su alta diversidad ecológica y valor económico.

## Fauna

### Plantas marinas
El Parque Nacional Los Cayos de San Felipe, al igual que muchas zonas costeras, alberga una variedad de plantas marinas que contribuyen a la diversidad ecológica del parque y a la salud general de sus ecosistemas marinos.  
Los pastos marinos son plantas con flores que crecen en aguas costeras poco profundas. Proporcionan un hábitat importante para muchas especies marinas, incluidos peces, crustáceos y tortugas marinas. Las praderas marinas también ayudan a estabilizar los sedimentos, mejoran la calidad del agua y contribuyen al almacenamiento de carbono.  
Las algas abarcan un grupo diverso de organismos fotosintéticos, que van desde el fitoplancton microscópico hasta las algas marinas más grandes. Desempeñan un papel esencial en los ecosistemas marinos, sirviendo como productores primarios, proporcionando alimento y hábitat para diversos organismos marinos y contribuyendo al ciclo de nutrientes. 

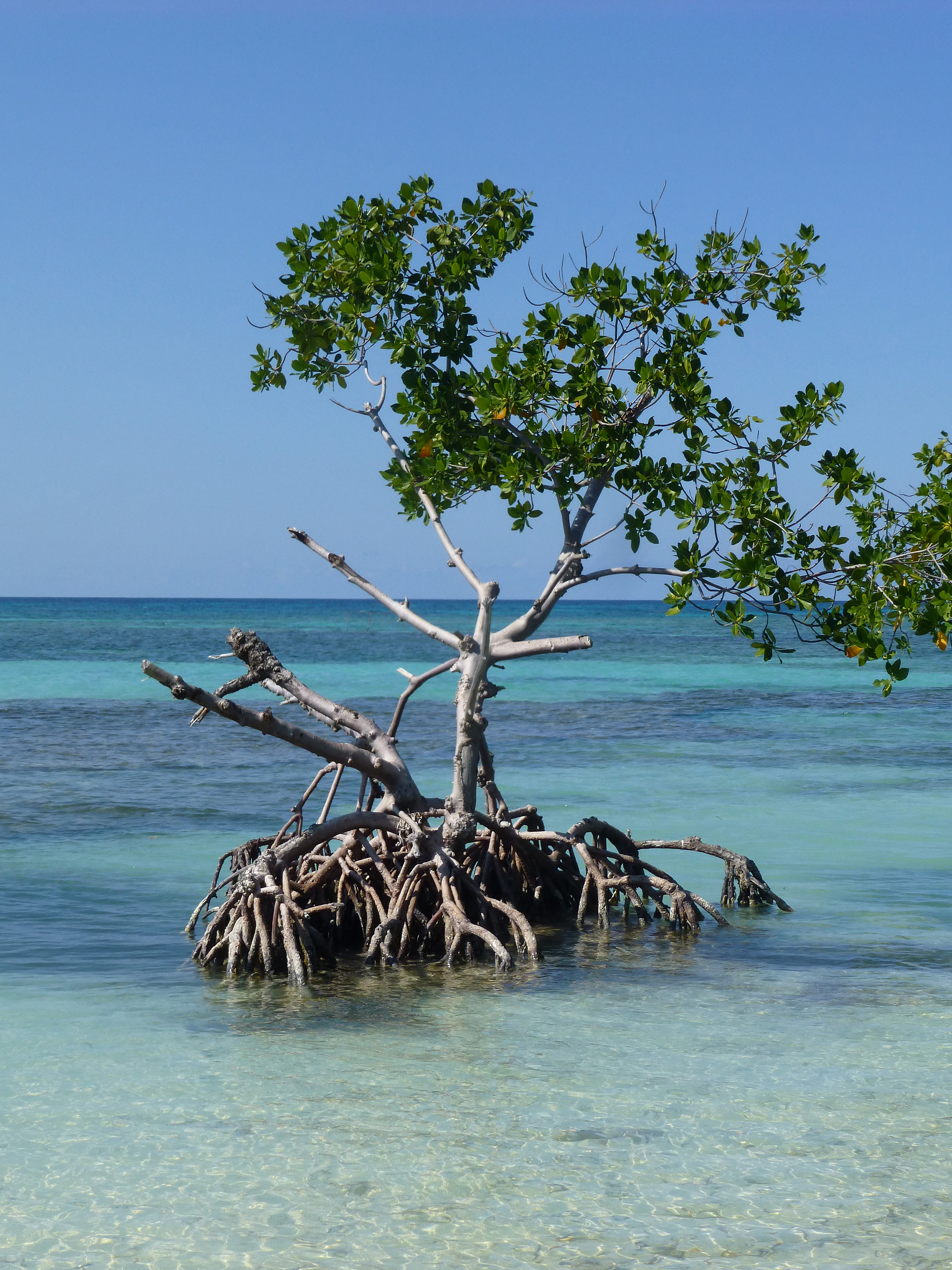
Manglares que rodean la isla.

Aunque técnicamente no son plantas marinas, los manglares son árboles y arbustos que crecen a lo largo de las costas tropicales y subtropicales, incluso dentro de las regiones costeras del Parque Nacional Los Cayos de San Felipe. Los manglares están adaptados a condiciones salinas y proporcionan un hábitat de cría para peces juveniles y otras especies marinas. También ayudan a proteger las zonas costeras de la erosión y los daños causados por las tormentas. Las algas marinas son de gran tamaño y se pueden encontrar adheridas a sustratos o flotando libremente en el agua. Contribuyen a las redes tróficas marinas, proporcionando alimento y hábitat para una amplia gama de organismos marinos.  
Estas plantas marinas contribuyen colectivamente a la biodiversidad general y al funcionamiento ecológico del Parque Nacional Los Cayos de San Felipe. Proporcionan hábitat y alimento a los animales marinos, contribuyen a la protección y estabilización costeras y desempeñan un papel vital en el ciclo de nutrientes y el secuestro de carbono.

### Plantas terrestres
La planta principal del parque es el mangle. Hay muchas especies de plantas en las islas, incluidas especies raras. Alrededor del 60% de la superficie terrestre está cubierta por manglar, con representación de las 4 especies reportadas para Cuba: mangle rojo, prieto, patabán y yana.  Hay más de 66 especies de plantas.

### Animales marinos

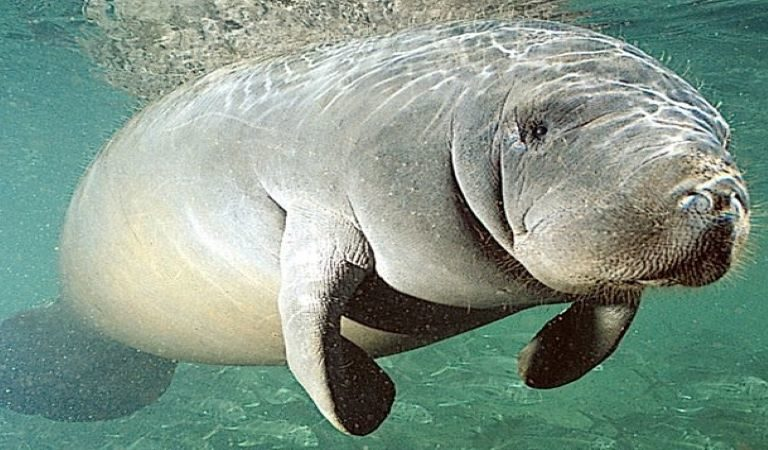
Un manatí encontrado en Cuba

Los manatíes son uno de los animales principales del parque. Las aguas que rodean Los Cayos de San Felipe albergan extensos sistemas de arrecifes de coral repletos de vida. Estos arrecifes de coral cuentan con una variedad de colores, formas y texturas, con corales duros, corales blandos y formaciones de coral que proporcionan hábitat y refugio para las especies marinas. Estos arrecifes de coral se encuentran entre los ecosistemas con mayor diversidad biológica del planeta, ya que albergan una amplia gama de vida marina, incluidos peces, invertebrados y otros organismos.
Los arrecifes de coral de Los Cayos de San Felipe están habitados por una gran diversidad de especies de peces tropicales, que van desde el pez loro, el pez ángel y el pez mariposa hasta depredadores más grandes como meros y pargos. Estas especies de peces contribuyen a la amplia gama de vida dentro del ecosistema marino, desempeñando un papel importante en la dinámica del ecosistema, incluida la depredación, la herbivoría y el ciclo de nutrientes. Las langostas son comunes en las aguas que rodean Los Cayos de San Felipe. Las langostas espinosas, conocidas por sus distintivas espinas y su coloración vibrante, habitan en grietas rocosas y arrecifes de coral en toda la zona. Las poblaciones de langosta se gestionan cuidadosamente para garantizar prácticas de captura sostenibles, con regulaciones para proteger a las poblaciones reproductoras y evitar la sobrepesca.  
Los crustáceos, los macabíes y los sábalos son algunas de las otras especies marinas que se encuentran en el parque.  
También hay más de 200 especies de peces, corales y esponjas. La costa de Cuba, incluidos los cayos dentro del Parque Nacional Los Cayos de San Felipe, proporciona zonas de anidación para las tortugas marinas. Las tortugas hembras regresan a las playas donde nacieron para poner sus huevos, generalmente durante la temporada de anidación, que varía según la especie, pero a menudo ocurre de primavera a verano.  

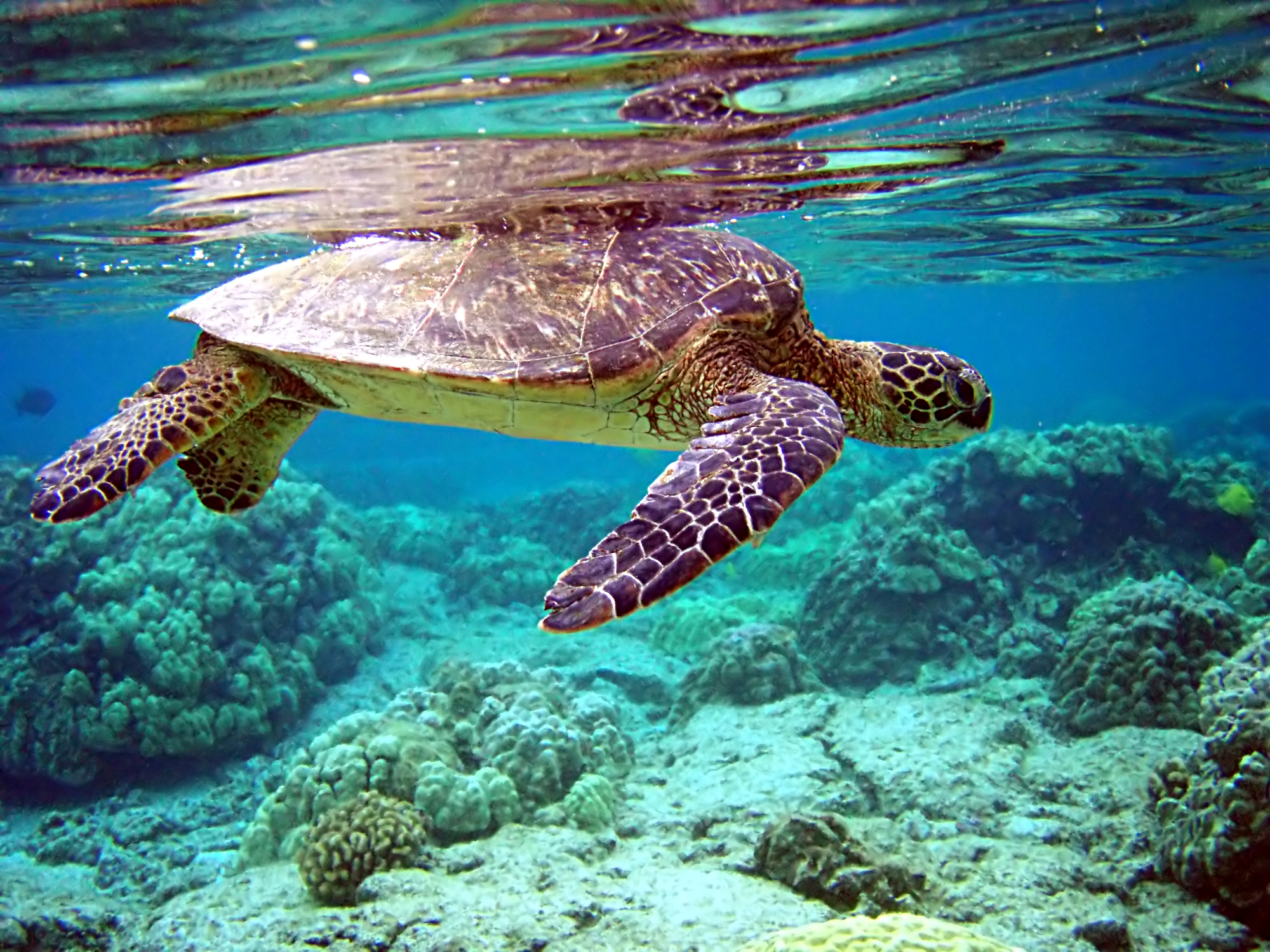
Un ejemplo de tortuga marina

Las tortugas marinas se encuentran típicamente en aguas cercanas a la costa y en alta mar, donde buscan alimentos como pastos marinos, algas, medusas y crustáceos. Los arrecifes de coral y las praderas marinas dentro del entorno marino del parque proporcionan un hábitat para las tortugas marinas juveniles, ofreciendo alimento y refugio de los depredadores.  
Los delfines son mamíferos marinos que a menudo se encuentran en las aguas que rodean el Parque Nacional Los Cayos de San Felipe.

### Animales terrestres

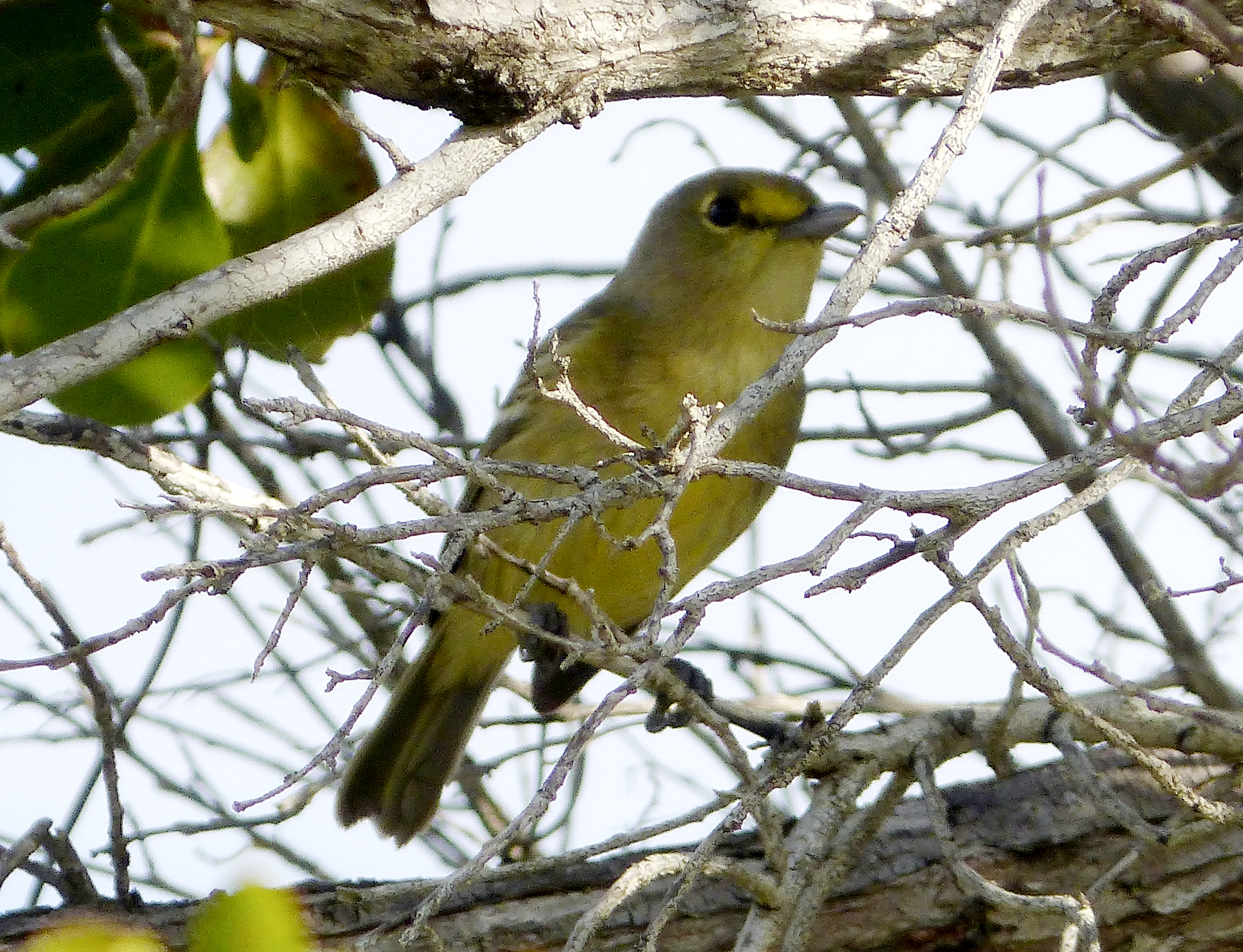
Pájaro Juan Chivio

El Parque Nacional Los Cayos de San Felipe en Cuba es el hogar de una variedad de reptiles tropicales y pequeños mamíferos, lo que contribuye a la biodiversidad general del parque. Las iguanas verdes y otras especies de iguanas se encuentran a menudo en hábitats tropicales, incluidas las zonas costeras y las islas clave como las del Parque Nacional Los Cayos de San Felipe. Son reptiles herbívoros que se pueden ver tomando el sol o buscando vegetación.
Los anoles son un grupo diverso de pequeñas lagartijas que se encuentran comúnmente en la región del Caribe, incluida Cuba. Son conocidos por su capacidad para cambiar de color y a menudo se les ve subidos en la vegetación o trepando a los árboles. También hay geckos y algunas especies de serpientes. El parque nacional Los Cayos de San Felipe es el hogar de numerosas especies de murciélagos, muchos de los cuales desempeñan un papel importante en la polinización, la dispersión de semillas y el control de insectos. Estos mamíferos nocturnos se pueden encontrar descansando en cuevas, árboles y otros lugares protegidos.
Varias especies de roedores habitan los ecosistemas de Cuba, incluidas islas clave como las que se encuentran dentro del Parque Nacional Los Cayos de San Felipe. Algunos ejemplos son las jutías, las ratas arroceras y los ratones, todos los cuales desempeñan un papel importante en el ciclo de nutrientes y la dinámica de los ecosistemas. Las musarañas son pequeños mamíferos que se alimentan de insectos y que se pueden encontrar en una variedad de hábitats, incluidos bosques, pastizales y áreas costeras. Se caracterizan por sus hocicos largos y puntiagudos y sus altas tasas metabólicas.

### Pájaros
En el Parque Nacional Los Cayos de San Felipe se puede encontrar una gran variedad de aves tropicales, como el playero, el Juan Chiví, el pájaro carpintero Jabao y las gaviotas que anidan.  

## Conservación
Varios esfuerzos se están realizando para preservar y proteger los ecosistemas únicos presentes en el parque. Desde la protección de especies en peligro de extinción hasta la educación de los visitantes. Además, se dedica a educar sobre conservación, informando a los visitantes sobre la importancia de los ecosistemas que alberga y el papel crucial que desempeñan en su protección.